# NGC 7489
NGC 7489 ist eine Spiralgalaxie vom Hubble-Typ Scd im Sternbild Pegasus am Nordsternhimmel. Sie ist schätzungsweise 287 Millionen Lichtjahre von der Milchstraße entfernt und hat einen Durchmesser von etwa 175.000 Lj.
Im selben Himmelsareal befindet sich u. a. die Galaxie IC 5285.
Das Objekt wurde am 14. September 1863 von William Lassell entdeckt.